# Jeziček (pihala)
Jeziček se namesti na ustnik nekaterih pihal. S pihanjem v ustnik povzročimo vibriranje jezička in tako proizvedemo zvok. Pri saksofonu in klarinetu je enojni, oboa in fagot imata dvojnega. Navadno je izdelan iz posušenega stebla navadnega trstikovca, vse bolj dodelani so tudi jezički iz sintetičnih materialov, ki zdržijo dlje. Modeli jezičkov se v glavnem razlikujejo po trdoti in debelini.

## Galerija
- Saksofonska jezička (levo altovski in desno tenorski)
- Jezička za fagot
- Namestitev jezička na ustniku pri klarinetu (levo) in oboi (desno)